# Dalechampia scandens
Dalechampia scandens är en törelväxtart som beskrevs av Carl von Linné. Dalechampia scandens ingår i släktet Dalechampia och familjen törelväxter.

## Underarter
Arten delas in i följande underarter:
- D. s. cordofana
- D. s. fallax
- D. s. heterodonta
- D. s. hibiscoides
- D. s. hildebrandtii
- D. s. kurzii
- D. s. mollis
- D. s. natalensis
- D. s. pseudoclematis
- D. s. scandens

## Bildgalleri

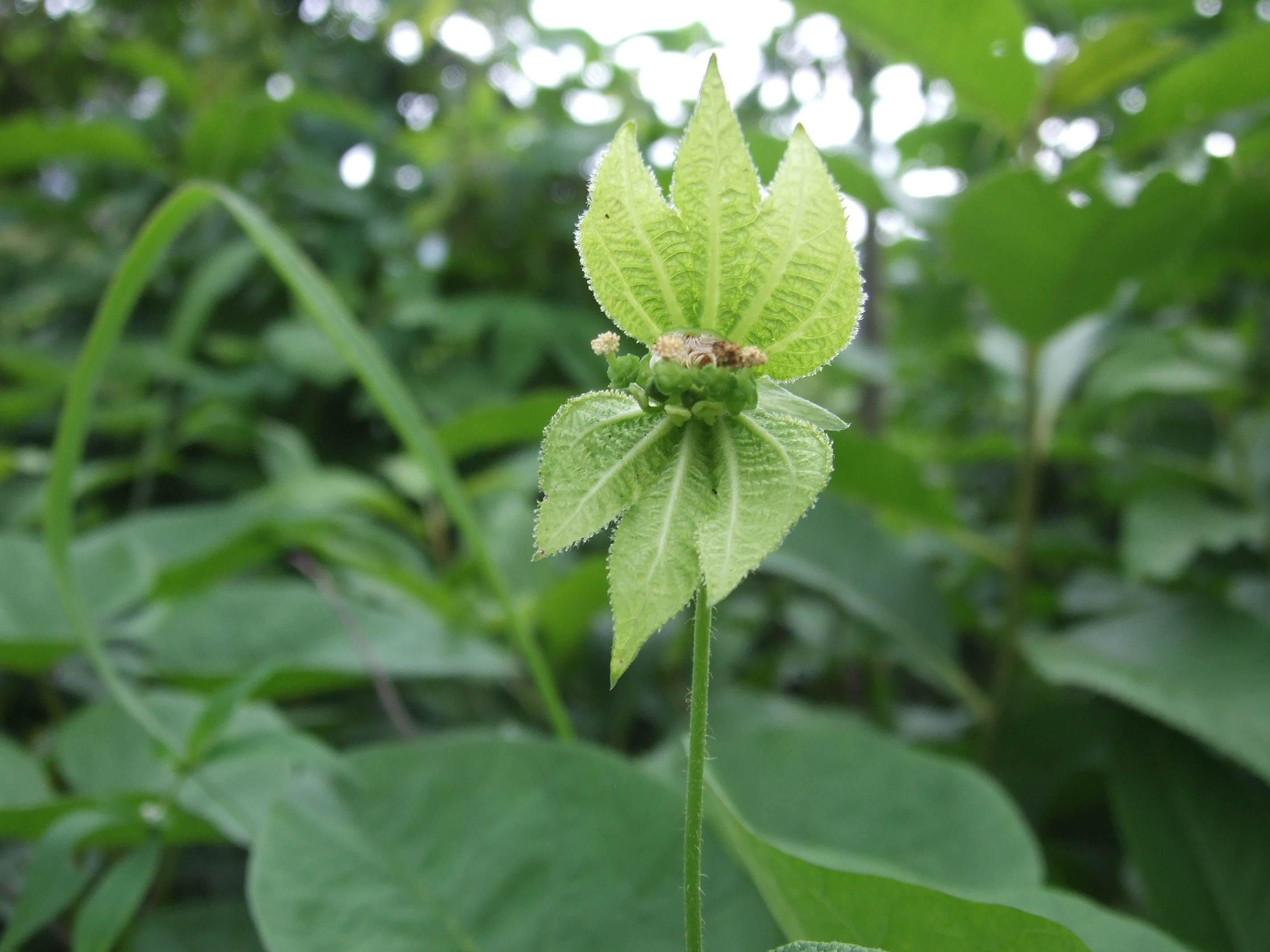